# Morgan Carroll
Carroll Joseph Morgan (engleză Carroll Joseph Morgan; n. 3 octombrie 1947, Antigonish⁠(d), Nova Scotia, Canada – d. 20 iunie 2018, Halifax, Canada) a fost un boxer canadian la categoria grea. A evoluat pentru echipa națională de box canadiană în prima jumătate a anilor 1970, campion al Americii de Nord, câștigător al campionatului național canadian, participant la Jocurile Olimpice de vară de la München.

## Biografie
Carroll Morgan s-a născut la 3 octombrie 1947 în Antigonish, Nova Scotia, Canada. A studiat la Universitatea locală St. Francis Xavier, Aici a jucat fotbal pentru echipa universitară, iar la vârsta de 20 de ani a început să boxeze serios.
În 1972, a câștigat Campionatul canadian de box la categoria greutate grea, s-a alăturat echipei principale a echipei naționale canadiene și, datorită unei serii de performanțe reușite, i s-a acordat dreptul de a apăra onoarea țării la Jocurile Olimpice de vară din Munchen. În runda preliminară a categoriei peste 81 kg a trecut fără probleme de boxerul nigerian Fataya Ayinla, dar în al doilea meci din faza sferturilor de finală a fost eliminat de suedezul Hasse Thomsen, care în cele din urmă a câștigat bronzul la acest turneu olimpic.
După Jocurile Olimpice de la München, Morgan a rămas în echipa principală de box din Canada și a continuat să participe la turneele internaționale majore. Așadar, în 1973, a câștigat din nou Campionatul Național Canadian de Greutate și a câștigat Campionatul Nord-American de la New York.
În 1974 a participat la Jocurile British Commonwealth din Christchurch, unde a fost oprit de englezul Neville Mead în etapa sferturilor de finală. A luat parte la un meci împotriva Germaniei, pierzând prin KO tehnic în fața germanului Erich Seidel.
În 1990, a fost introdus în Sala de faimă a boxului canadian pentru realizările sale remarcabile în ring și este, de asemenea, membru al sălii de renume a sportului Nova Scotia.
El a murit în urma unui infarct la 20 iunie 2018 la casa sa din Halifax la vârsta de 70 de ani.